# Seznam nejdelších mostů v Česku
Tato stránka obsahuje seznam nejdelších mostů na území Česka. Mosty je řadí podle celkové délky v metrech a podle rozpětí hlavního pole.

## Podle celkové délky
| Název                                   | Délka (m) | Rozpětí (m) | Přemosťuje             | Využití                    | Komunikace        | Dokončen   | Kraj                   |
| --------------------------------------- | --------- | ----------- | ---------------------- | -------------------------- | ----------------- | ---------- | ---------------------- |
| Radotínský most                         | 2 291     | 104         | Vltava, Berounka       | dálnice                    | D0                | 2010       | Praha                  |
| Most přes Ohři u Doksan                 | 1 183     | 137         | Ohře                   | dálnice                    | D8                | 1998       | Ústecký kraj           |
| Estakáda Opatovice                      | 1 140     | 61          | I/37, Opatovický kanál | dálnice                    | D35               | 12/2015    | Pardubický kraj        |
| Negrelliho viadukt                      | 1 110     | 25          | Vltava                 | železnice                  | Trať 091          | 1850       | Praha                  |
| Most přes tratě v Trmicích              | 1 085     | ??          | železnice              | dálnice                    | D8                | 2006       | Ústecký kraj           |
| Most Knínice                            | 1 071     | 41          | údolí                  | dálnice                    | D8                | 2006       | Ústecký kraj           |
| Most přes Lužnici                       | 1 063     | 65          | Lužnice                | dálnice                    | D3                | 2013       | Jihočeský kraj         |
| Estakáda přes I/55 u Uherského Hradiště | 1 011     | 14          | silnice I/55           | silnice                    | I/50              | 2000       | Zlínský kraj           |
| Estakáda přes Litovický potok           | 1 004     | 46          | Litovický potok        | dálnice                    | D0                | 2001       | Praha/Středočeský kraj |
| Branický most                           | 990       | 54          | Vltava                 | železnice                  | žel. jižní spojka | 1964       | Praha                  |
| Estakáda přes Moravu                    | 877       | 56          | Morava                 | dálnice                    | D2                | 1980       | Jihomoravský kraj      |
| Most přes Husí potok                    | 857       | 41          | Husí potok             | dálnice                    | D1                | 2010       | Moravskoslezský kraj   |
| Černovická estakáda                     | 855       | 41          | Černovický potok       | železnice                  | Trať 220          | 2022       | Jihočeský kraj         |
| Most přes Odru u Mankovic               | 844       | ?           | Odra                   | dálnice                    | D1                | 2009       | Moravskoslezský kraj   |
| Estakáda Haná                           | 794       | ?           | Hloučela               | dálnice                    | D46               | 1989       | Olomoucký kraj         |
| Vidovská estakáda                       | 792       | 42          | Malše                  | dálnice                    | D3                | rozestavěn | Jihočeský kraj         |
| Libeňský most                           | 780       | 48          | Vltava                 | místní komunikace, tramvaj | Libeňský most     | 1928       | Praha                  |
| Most přes Černovický potok              | 765       | 31          | Černovický potok       | dálnice                    | D3                | 2013       | Jihočeský kraj         |
| Estakáda přes řeku Opavu                | 738       | ??          | Opava                  | dálnice                    | D1                | 2007       | Moravskoslezský kraj   |
| Nový most v Mělníku                     | 734       | ??          | Labe                   | silnice                    | I/16              | 1992       | Středočeský kraj       |
| Estakáda přes údolí Stonávky            | 728       | 56          | Stonávka               | dálnice                    | D48               | 2007       | Moravskoslezský kraj   |
| Most přes Berounku a Beroun             | 722       | 49          | Berounka               | dálnice                    | D5                | 1985       | Středočeský kraj       |

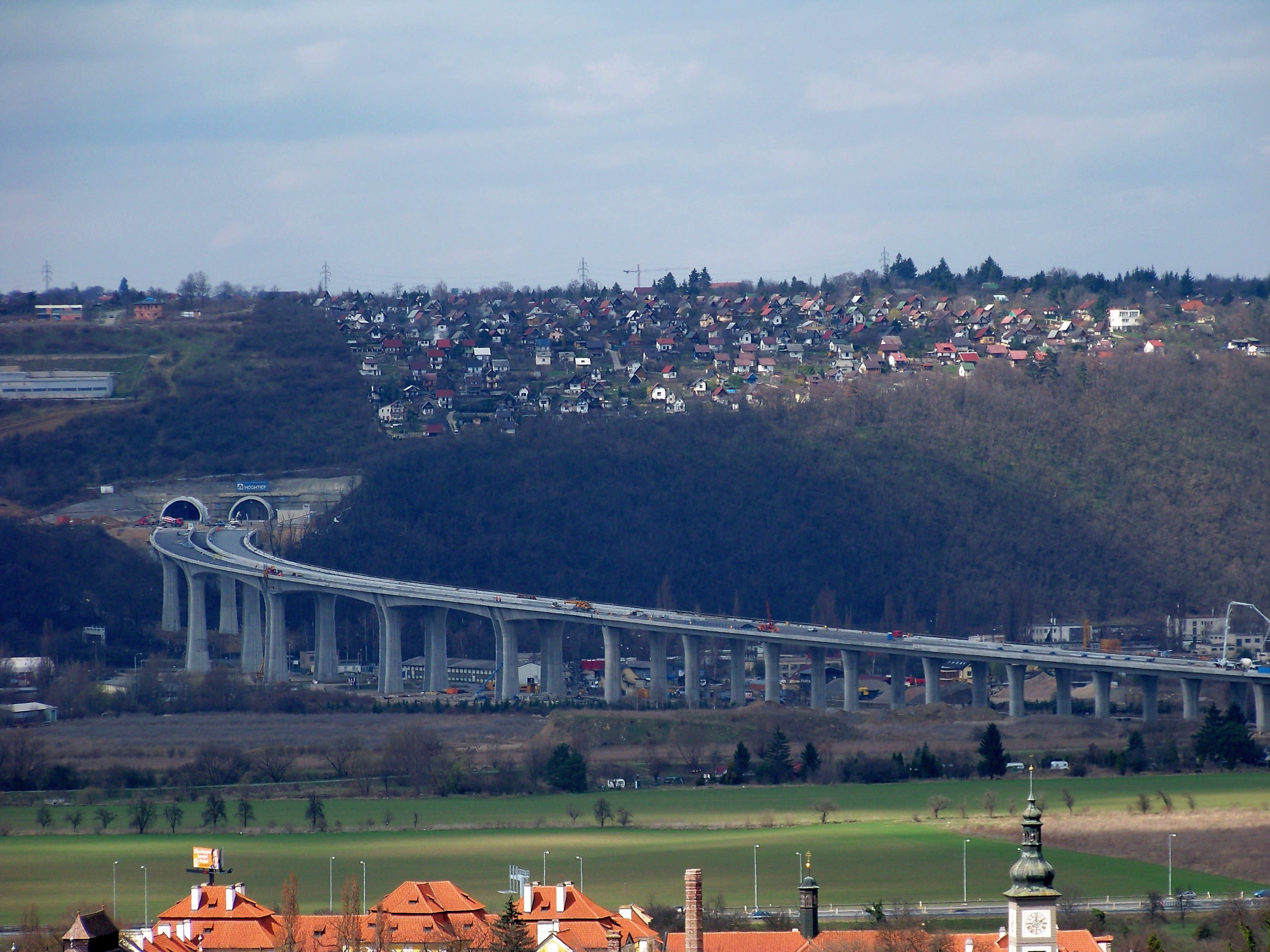
Západní část Radotínského mostu
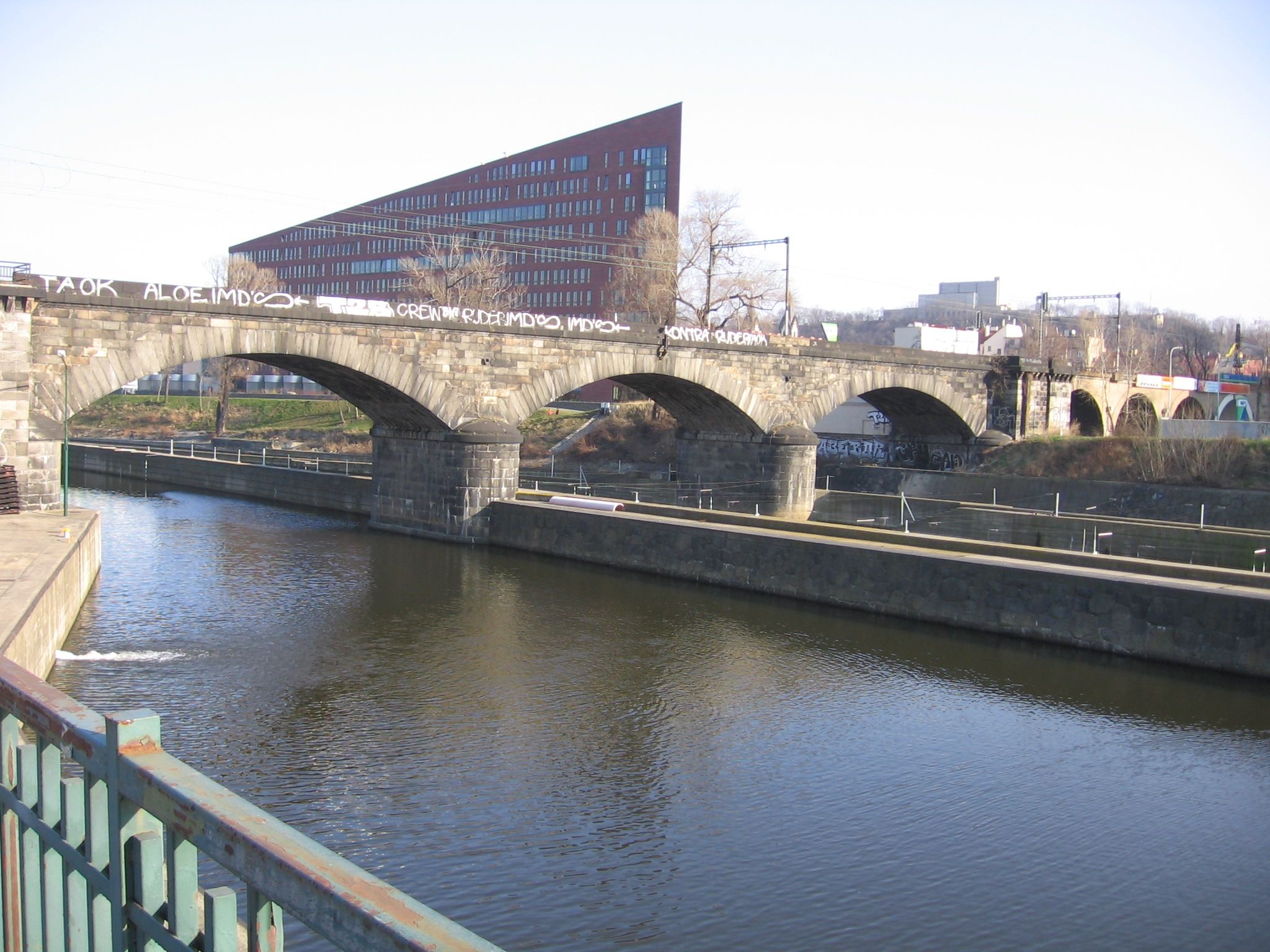
Negrelliho viadukt
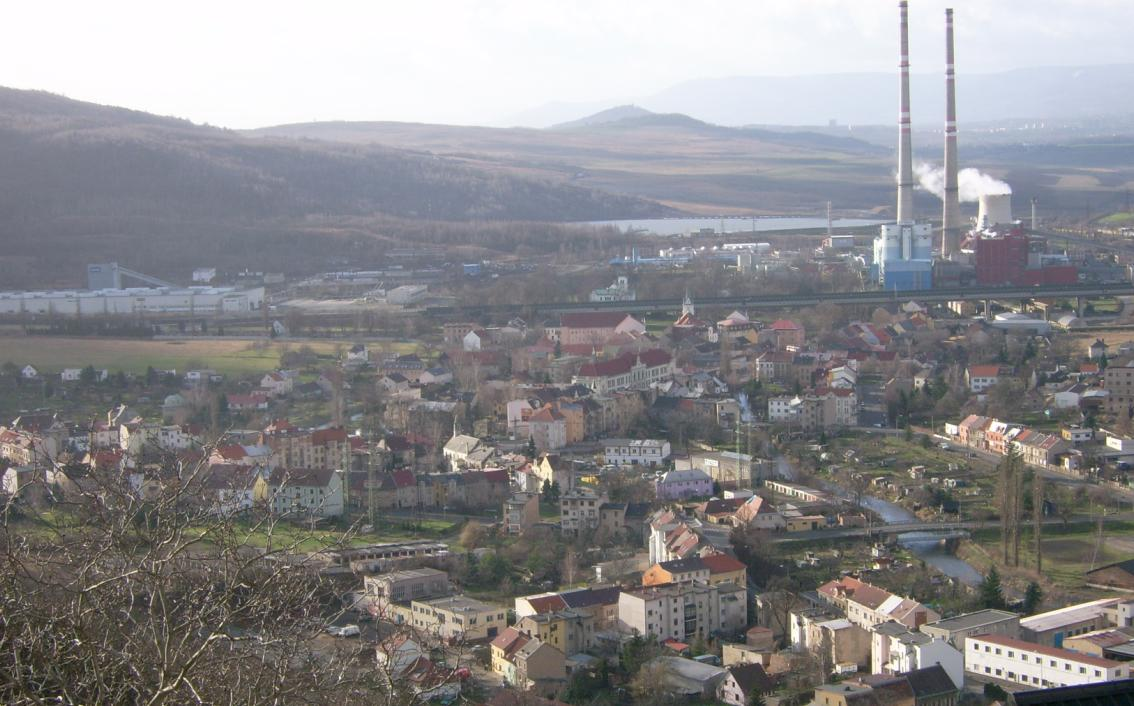
V pozadí most přes tratě v Trmicích
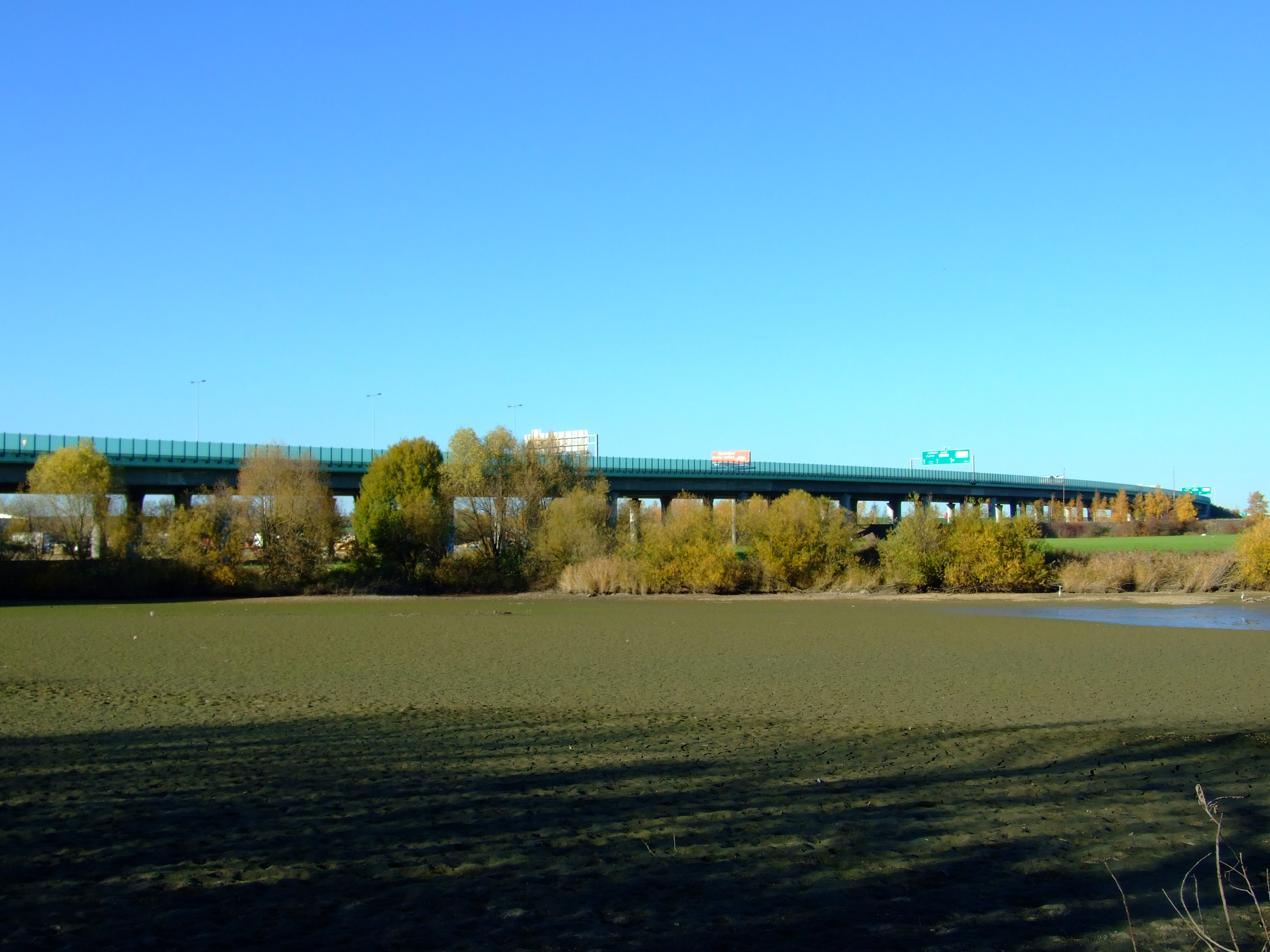
Most přes Litovický potok

## Podle rozpětí hlavního pole
Řazení dle rozpětí hlavního pole mostu znamená, že řadí mosty s nejdelší částí bez jakékoliv podpěry, tedy bez pilíře či sloupů. V seznamu jsou uvedeny i mosty, které již neexistují.
| Název                                                      | Rozpětí (m) | Délka (m) | Typ mostu | Přemosťuje         | Využití           | Komunikace        | Dokončen                      | Kraj              |
| ---------------------------------------------------------- | ----------- | --------- | --------- | ------------------ | ----------------- | ----------------- | ----------------------------- | ----------------- |
| Žďákovský most                                             | 380         | 543       | obloukový | Přehrada Orlík     | silnice           | I/19              | 1967                          | Jihočeský kraj    |
| Most přes Švýcarskou zátoku                                | 252         | 312       | visutý    | Vranovská přehrada | pěší              | –                 | 1993                          | Jihomoravský kraj |
| Trojský most                                               | 196         | 250       | obloukový | Vltava             | místní komunikace | silnice, tramvaj  | 2014                          | Praha             |
| Potrubní most v Kralupech nad Vltavou                      | 160         | 240       | zavěšený  | Vltava             | potrubní          | –                 | 1978                          | Středočeský kraj  |
| Schwarzenberský most                                       | 156         | 316       | obloukový | Vltava             | železnice         | trať 201          | 2024                          | Jihočeský kraj    |
| Most generála Chábery v Litoměřicích                       | 151         | 608       | trámový   | Labe               | silnice           | II/247            | 2009                          | Ústecký kraj      |
| Podolský most                                              | 150         | 510       | obloukový | Vltava             | silnice           | I/29              | 1943                          | Jihočeský kraj    |
| Most císaře Františka Josefa I. (nahrazen)                 | 144         | 237       | visutý    | Vltava             | silnice, tramvaj  | –                 | 1868                          | Praha             |
| Most přes Ohři u Doksan                                    | 137         | 1183      | trámový   | Ohře               | dálnice           | D8                | 1998                          | Ústecký kraj      |
| Most Oparno                                                | 135         | 275       | obloukový | údolí              | dálnice           | D8                | dokončen 5/2010, otevřen 2016 | Ústecký kraj      |
| Most Vysočina                                              | 134         | 425       | trámový   | Oslava             | dálnice           | D1                | 1978                          | Kraj Vysočina     |
| Most přes Labe u Nymburka                                  | 132         | 532       | zavěšený  | Labe               | silnice           | I/38              | 2007                          | Středočeský kraj  |
| Most císaře Františka I. (nahrazen)                        | 132         | 413       | visutý    | Vltava             | silnice           | –                 | 1841                          | Praha             |
| Most přes údolí Úhlavky                                    | 130         | 363       | trámový   | Úhlavka            | dálnice           | D5                | 1997                          | Plzeňský kraj     |
| Litolský most                                              | 128         | 200       | obloukový | Labe               | silnice           | II/272            | 2002                          | Středočeský kraj  |
| Most přes Ohři u Lokte                                     | 126         | 296       | obloukový | Ohře               | silnice           | I/6               | 1975                          | Karlovarský kraj  |
| Mariánský most v Ústí nad Labem                            | 124         | 329       | zavěšený  | Labe               | silnice           | II/613            | 1998                          | Ústecký kraj      |
| Most přes Labe u Poděbrad                                  | 123         | 253       | zavěšený  | Labe               | dálnice           | D11               | 1990                          | Středočeský kraj  |
| Most přes Šmejkalku                                        | 120         | 258       | obloukový | Šmejkalka          | dálnice           | D1                | 1950                          | Středočeský kraj  |
| Most přes rybník Jordán v Táboře (Harfový most)            | 119         | 220       | zavěšený  | rybník Jordán      | silnice           | I/19              | 1990                          | Jihočeský kraj    |
| Nuselský most v Praze                                      | 116         | 485       | trámový   | Nuselské údolí     | silnice, metro    | SJM, Linka C      | 1973                          | Praha             |
| Most Dr. Edvarda Beneše ve Štěchovicích                    | 114         | 114       | obloukový | Vltava             | silnice           | II/106            | 1939                          | Středočeský kraj  |
| Most císařovny Alžběty v Děčíně (přestavěn na Tyršův most) | 114         | ??        | visutý    | Labe               | silnice           |                   | 1855                          | Ústecký kraj      |
| Most Dr. Miroslava Tyrše (Tyršův most) v Děčíně            | 114         | ??        | obloukový | Labe               | silnice           | místní komunikace | 1933                          | Ústecký kraj      |

Na severozápadním obchvatu Pardubic je ve výstavbě zavěšený silniční most s rozpětím 135 m, který bude přemosťovat Labe. U Napajedel je ve výstavbě obloukový dálniční most s rozpětím 115 m, vedoucí přes řeku Moravu. Na obchvatu Plas je ve výstavbě silniční obloukový most přes údolí Střely o rozpětí 180 m. U Jílového u Prahy je plánována výstavba dálničního obloukového mostu Sázava přes údolí Sázavy o rozpětí 237 m, výstavba má začít v roce 2027.

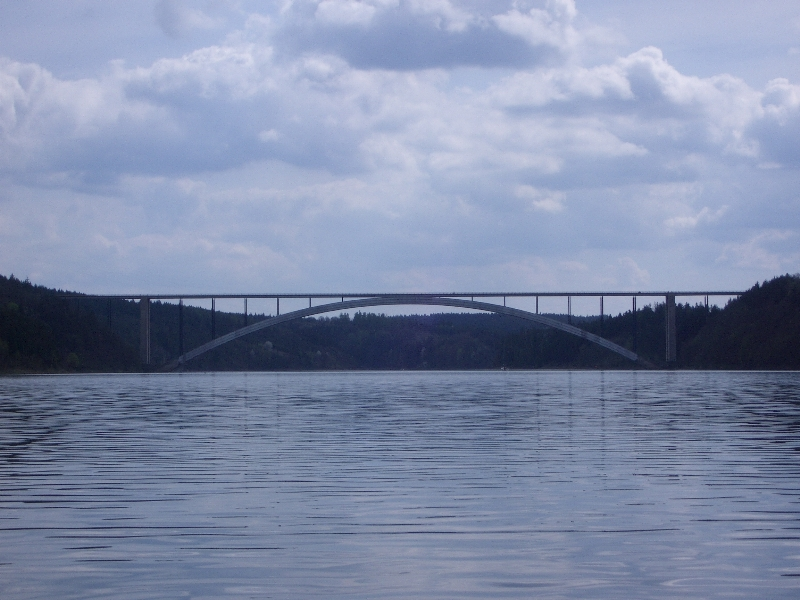
Žďákovský most
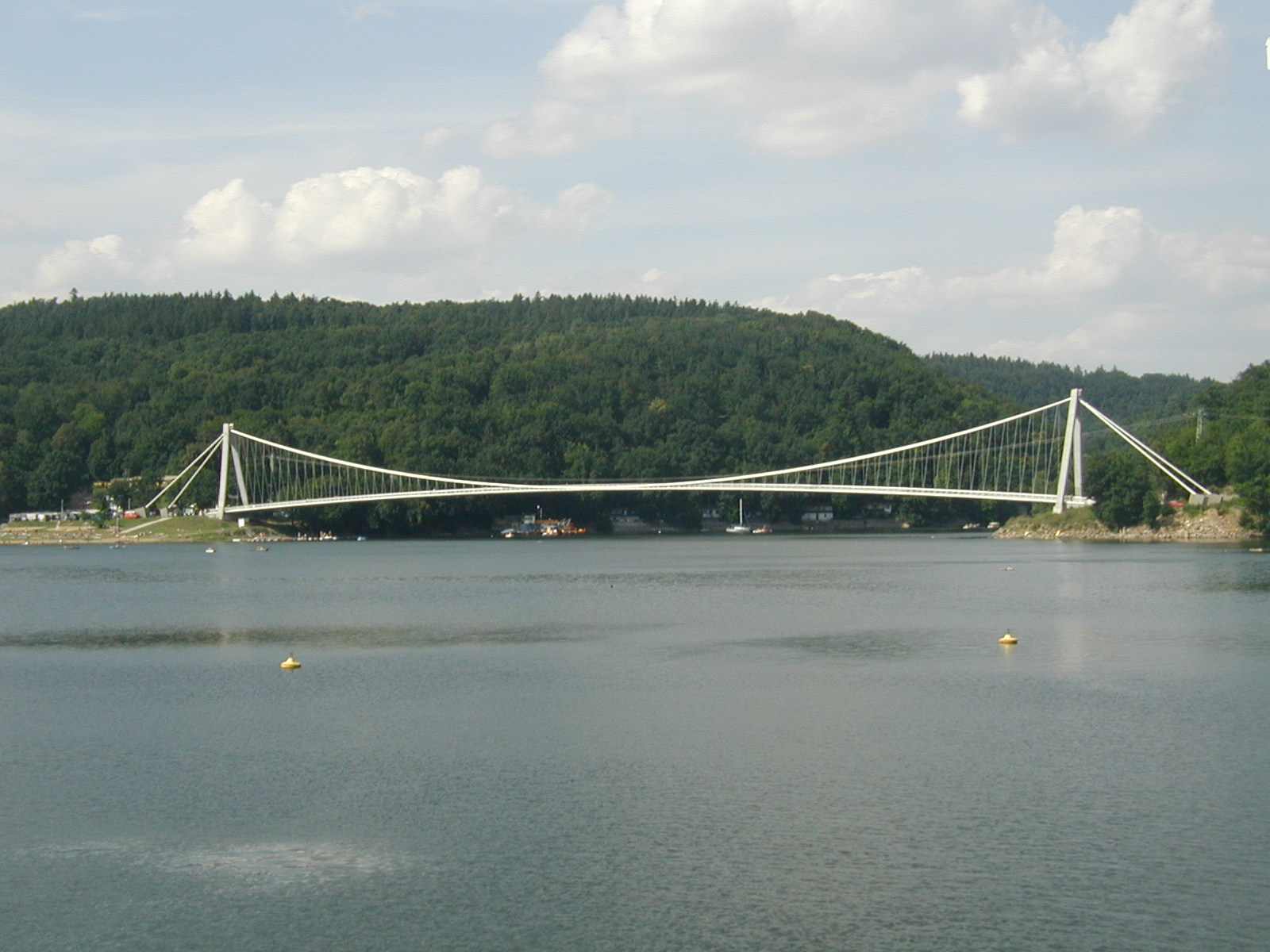
Most přes Švýcarskou zátoku
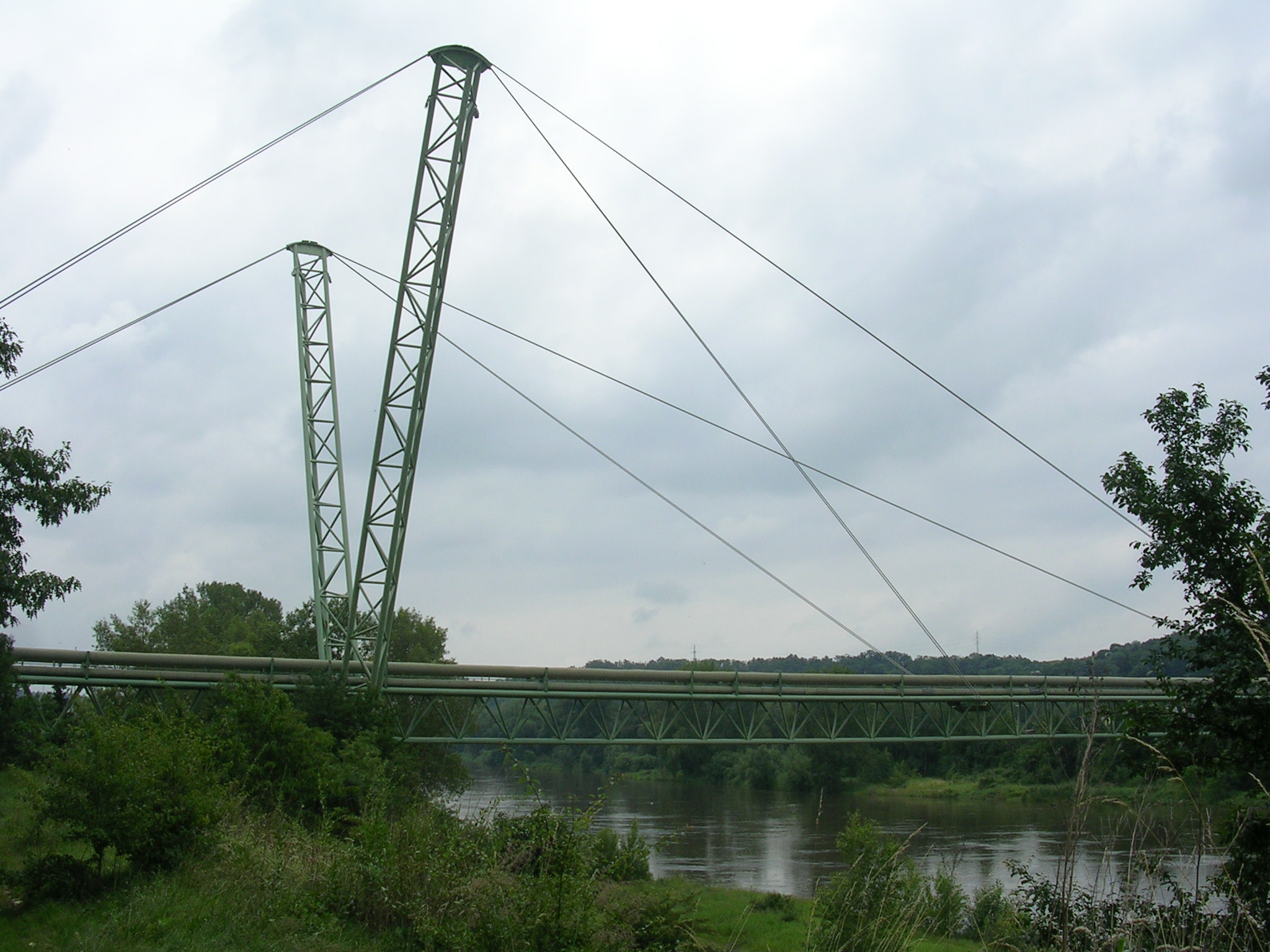
Potrubní most v Kralupech nad Vltavou
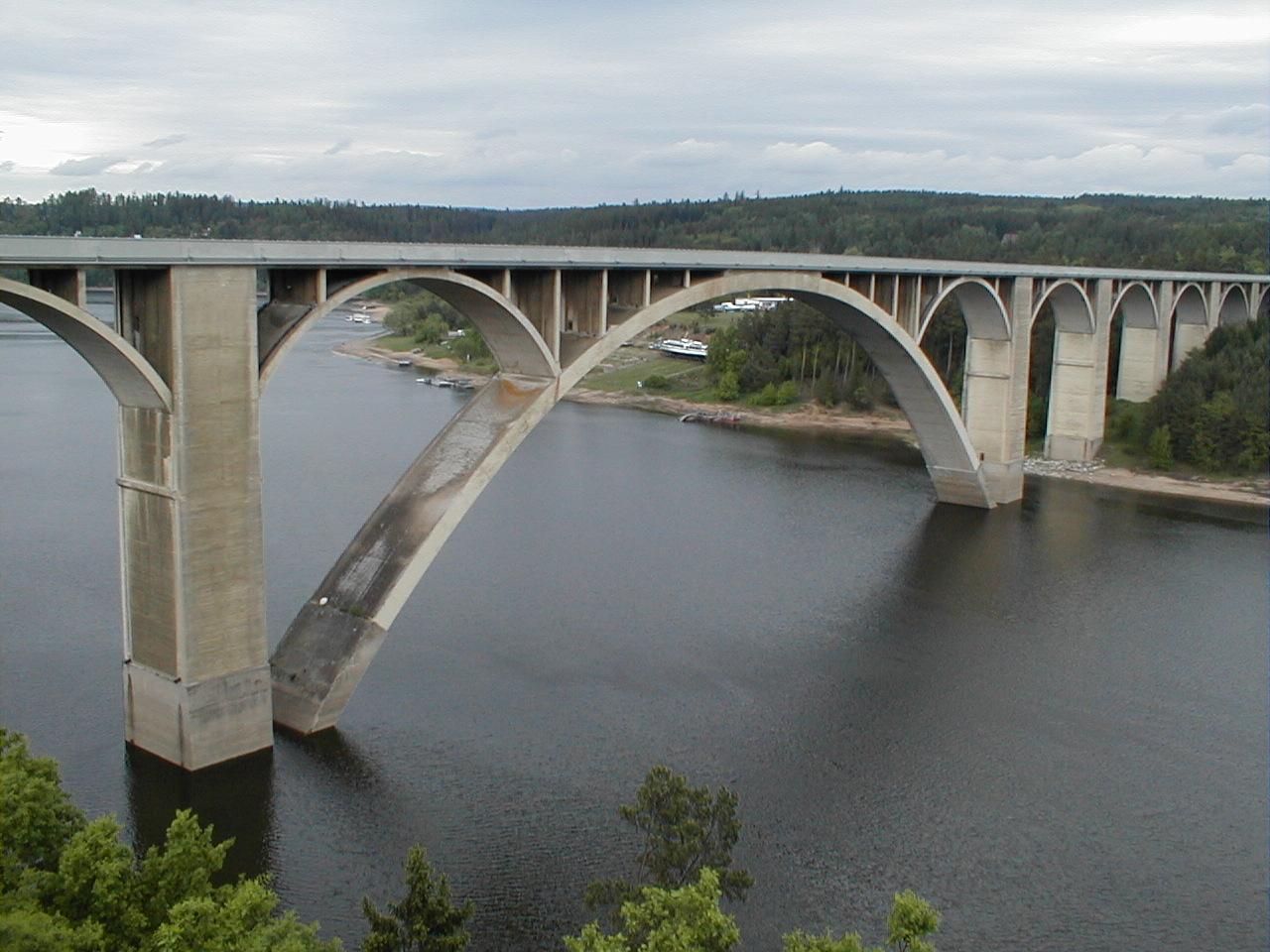
Podolský most